# Walt Disney Animation Studios
Walt Disney Animation Studios, és un estudi cinematogràfic d'animació, amb seu a Burbank, Estats Units, que produeix llargmetratges, curtmetratges i especials de televisió per The Walt Disney Company. És una divisió de The Walt Disney Studios i va ser fundada el 16 d'octubre de 1923. Ha realitzat 56 pel·lícules, Blancaneus i els set nans (1937) va ser la primera i Vaiana (2016) la més recent.
Originalment establert com a Disney Brothers Cartoon Studio en 1923, és incorporat com a Walt Disney Productions en 1929. L'estudi, en els seus inicis, es va dedicar exclusivament a produir curtmetratges. En 1983, Walt Disney Productions va anomenar Walt Disney Pictures al seu estudi dedicat a les pel·lícules d'imatge real. No obstant, durant una reestructuració corporativa tres anys després, Walt Disney Productions va ser reanomenat com a The Walt Disney Company i la seva divisió animada, reanomenada com a Walt Disney Feature Animation, es va convertir en subsidiària de la seva divisió cinematogràfica, The Walt Disney Studios. En 2006, Walt Disney Features Animation va adquirir el seu nom actual, Walt Disney Animation Studios, després que Disney adquirís Pixar Animation Studios aquell mateix any.
Durant molt temps, va ser reconegut com l'estudi d'animació principal dels Estats Units; va desenvolupar diverses tècniques, conceptes i principis que es van convertir en normes de l'animació tradicional. També va ser precursor de l'art del guió gràfic, el qual s'ha convertit en una tècnica àmpliament utilitzada en la producció de cinema animat i d'imatge real. El seu llistat de llargmetratges és un dels actius més destacats de Disney i les estrelles dels seus curtmetratges—Ratolí Mickey, l'Ànec Donald, Goofy i Pluto entre altres— s'han convertit en figures reconegudes en la cultura popular i en mascotes de The Walt Disney Company.
Actualment, l'estudi està dirigit per Edwin Catmull i John Lasseter (els quals també dirigeixen Pixar) i continua produint tant pel·lícules amb tècniques tradicionals com per animació digital.

## Història

### Dècada de 1920: Inicis com a Disney Brothers Cartoon Studio

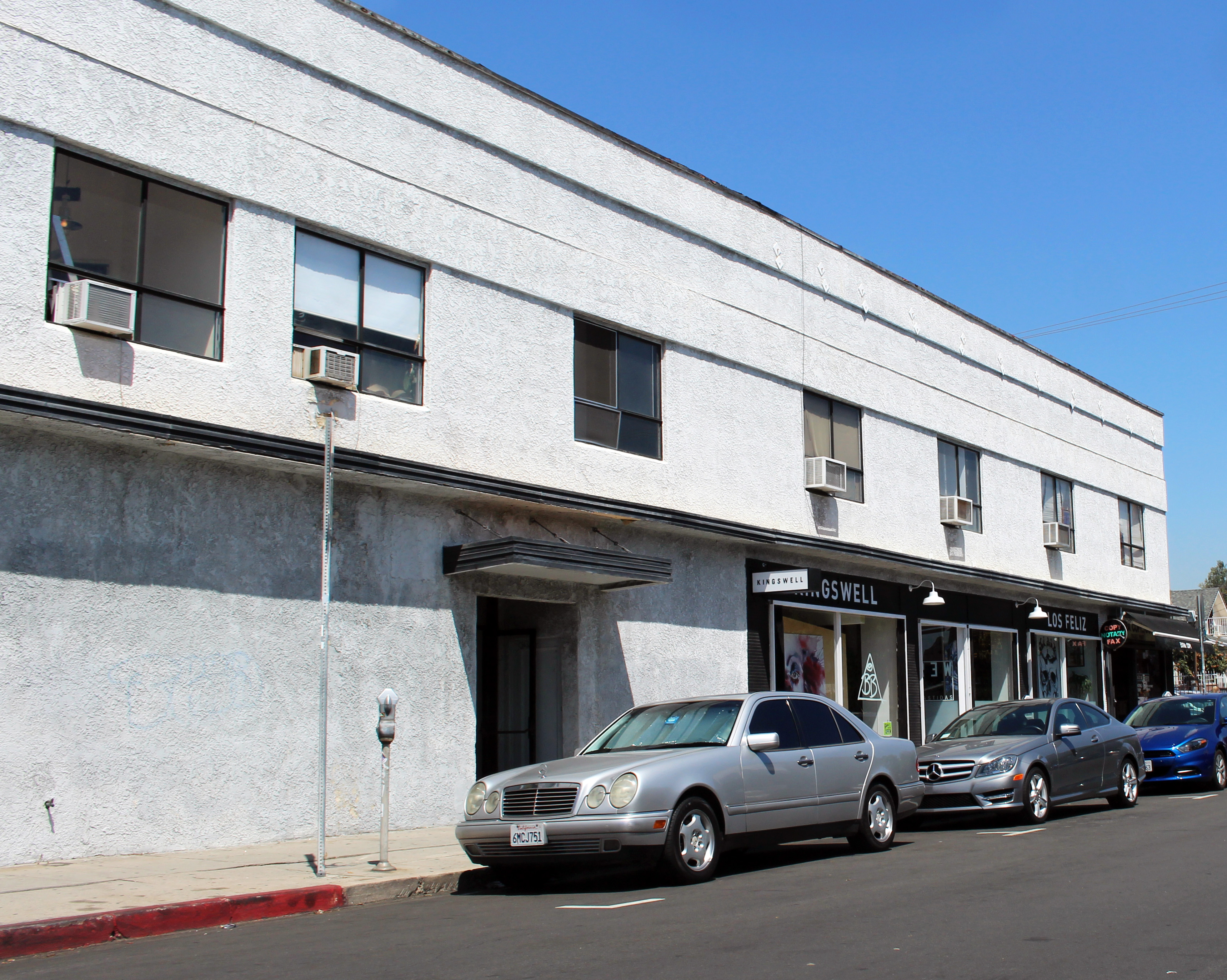
L'edifici en Kingswell Avenue en Los Feliz, va ser la llar dels estudis des de 1923 a 1926.

Els germans Walt i Roy O. Disney, originaris de Kansas City, Missouri, van fundar el Disney Brothers Cartoon Studio a Los Angeles el 16 d'octubre de 1923. La seva primera producció va ser una sèrie anomenada Alice Comedies, curtmetratges que presentaven a una jove actriu (en imatge real) en un món animat. La sèrie va ser distribuïda per Winkler Pictures de Margaret J. Winkler, qui també va distribuir, a partir de 1927, una segona sèrie de curtmetratges totalment animada, Oswald the Lucky Rabbit, per mitjà d'Universal Pictures. En un inici, en ser traslladat a Califòrnia, els germans Disney van començar a treballar en les cotxeres del seu oncle, Robert Disney, en el 4406 de Kingwell Avenue en el barri Los Feliz de Los Angeles.
Posteriorment, a l'Octubre de 1923, van fundar el seu estudi a la part darrere d'una oficia immobiliària en el 4651 de la mateixa avinguda. Al Febrer del següent any, l'estudi es va traslladar a l'edifici del costat amb una oficina pròpia. En 1925, Disney tenia una nova ubicació en el 2719 de Hyperion Avenue, que seria reconegut com a Hyperion Studio per diferenciar-lo de l'altra localització, en el barri de Silver Lake. Finalment, al Gener de 1926, l'estudi es va traslladar a la seva nova ubicació i va començar a anomenar-se Walt Disney Studio.
Al mateix temps, després del primer any d'Oswald, Walt Disney volia renovar el contracte amb Winkler Pictures, però Charles Mintz, qui es va fer càrrec del negoci de Margaret Winkler després de casar-se amb ella, va voler forçar a Disney a acceptar una menor paga avançada per cada curt. Encara que Disney es va negar, Universal era propietari dels drets, amb els quals Mintz va establir el seu propi estudi d'animació per produir els curts d'Oswald. Després de la finalització del contracte a mitjans de 1928, gran part del personal de Disney fou contractat per Mintz.

Fragment de Steamboat Willie (1928), els primers dibuixos animats de Mickey Mouse amb so sincronitzat

Treballant en secret mentre la resta del personal finalitzava els curts restants d'Oswald, Disney i el seu animador principal, Ub Iwerks,van liderar un petit grup de treballadors lleials i produïren nous dibuixos animats amb un nou protagonista anomenat Mickey Mouse. Els primers dos curts, Plane Crazy i The Gallopin' Gaucho, tingueren preestrenes limitats durant l'estiu de 1928. No obstant, pel tercer curt, Dinsey va produir una banda sonora (amb col·laboració del músic Carl Stalling i l'empresari Pat Powers, qui li va proveir el sistema Cinephone). Per tant, Steamboat Willie es va convertir en el primer curt de Disney amb so sincronitzat. Fou un èxit després de la seva estrena en Novembre de 1928 en el West 57th Theatre en Nova York. La sèrie sonora de Mickey Mouse, distribuïda per Powers mitjançant Celebrity Productions, es va fer ràpidament la més popular dels Estats Units. L'any següent, el 7 de Setembre, s'estrena una segona sèrie sonora de dibuixos animats, Silly Symphonies, amb el primer curt The Skeleton Dance.

### Dècada de 1930:Silly SymphoniesiSnow White and the Seven Dwarfs
El 16 de desembre de 1929, l'estudi fou incorporat amb el nom de Walt Disney Productions. A més, es va firmar un nou contracte de distribució amb Columbia Pictures. Com a resposta, Iwerks renuncià i començà a produir els seus propis dibuixos animats. Columbia va distribuir els curts de Disney durant dos anys, al cap dels quals, l'estudi va firmà un acord amb United Artists en 1932. Aquell mateix any, Disney pactà amb Technicolor un conveni exclusiu de dos anys per utilitzar el seu nou procés de tres tires, que permetia la reproducció a tot color. El resultat va ser Flowers and Trees (1932), el primer curtmetratge estrenat comercialment produït amb aquesta tècnica i premiat amb el premi Óscar al millor curtmetratge d'animació. L'Acadèmia d'Arts i Ciències Cinematogràfiques també va premiar a Disney per la creació de Mickey Mouse. Després del seu èxit, els curts de les Silly Symphonies y Mickey Mouse van ser produïts de la mateixa manera.
A inicis de la dècada de 1930, Walt Disney va comprendre que les històries amb èxit depenien de personatges amb personalitats humanes. Va buscar transformar l'animació, dels seus basts orígens, a representació de les «històries i sentiments humans». Això li va portar a crear un «departament de guió», format per artistes del guió gràfic dedicats al desenvolupament de les trames. Amb personatges ben desenvolupats i interessants històries, Three Little Pigs (1933) es va convertir en un èxit de recaptació i en la cultura popular, igual que la seva cançó Who's Afraid of the Big Bad Wolf.

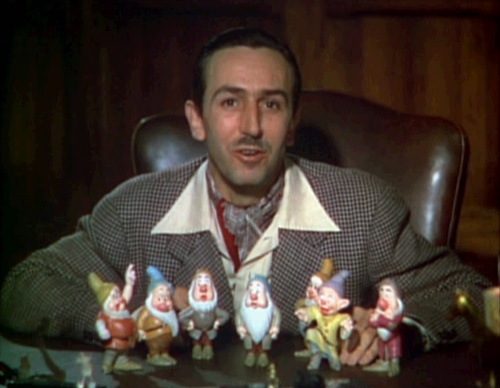
Walt Disney presenta a cadascun dels set nans en una escena del tràiler original de Blancaneus.

En 1934, Walt Disney reuní a nombrosos membres claus del personal i va anunciar els seus plans de produir el primer llargmetratge animat de l'estudi. Malgrat les burles de la indústria, Disney va continuar la producció, a la qual van anomenar «Disney's Folly» («la bogeria de Disney»), de Snow White and the Seven Dwarfs (1937). Es va convertir en el primer llargmetratge animat en anglès i en tecnicolor. En la producció s'inclouen processos de formació i desenvolupament; animadors consagrats, artistes de altres camps i universitaris recent graduats es van unir al estudi per treballar en el film. Les classes d'entreteniment, supervisades per animadors com Les Clark, Norm Ferguson i Art Babbitt e impartides per Donald W. Graham, un professor de l'Institut d'Art Chouinard, van començar en 1932 i foren expandides a capacitacions d'orientació i classes d'educació contínua.
Graham i els animadors van crear i formalitzar diverses tècniques i processos que es van convertir en principis claus de l'animació tradicional. The Goddess of Spring (1934) i The Old Mill (1937)) van ajudar amb la experimentació de noves tècniques com l'animació de figures humanes realistes, efectes especials i l'ús de la càmera múltipla (un invent que dividí en plans el treball artístic d'animació, permetent que sembli que la càmera es mou dimensionalment mitjançant les escenes animades).
Snow White and the Seven Dwarfs, que va tenir un cost d'1.4 milions de dòlars (incloent 100.000 utilitzats únicament en desenvolupar la història), va ser un èxit sense precedents després de la seva estrena en febrer de 1938 (realitzat per RKO Radio Pictures, que va assumir la distribució de les produccions de Disney en finalitzar el contracte amb United Artists en 1937). Breument, fou la pel·lícula amb la major recaptació de la història; superat per Gone with the Wind dos anys després, la qual va tenir una recaptació de 8 milions de dòlars en la seva estrena.
Durant la producció del film, es va continuar treballant amb les sèries de curtmetratge de Mickey Mouse i les Silly Symphonies. En 1935, Mickey Mouse es va traslladar al tecnicolor; en aquell moment ja s'havien incorporat altres personatges com Pluto, el gos de Mickey, i els seus amics Donald Duck i Goofy. Els tres van protagonitzar la seva pròpia sèrie en 1940. Fins i tot, quant a popularitat, la sèrie de Donald Duck va eclipsar a la de Mickey Mouse. Les Silly Symphonies, guanyadores de set Òscars, va finalitzar en 1939.

### Dècada de 1940: Noves pel·lícules, vaga i Segona Guerra Mundial
Gràcies a l'èxit de Snow White, Disney va poder construir un nou edifici, un estudi més gran a la Bona Vista Street a Burbank (seu de The Walt Disney Company en l'actualitat). El 2 d'abril de 1940, Walt Disney Productions va realitzar la seva primera oferta pública de venda, sent Walt Disney president i Roy Disney el director executiu. En aquest punt, l'estudi va començar la producció de nous llargmetratges animats; el primer d'ells va ser Pinocchio, estrenat al febrer de 1940. Encara que la pel·lícula no va ser un èxit de recaptació (els ingressos van ser inferiors als obtinguts per Snow White i als esperats per l'estudi. D'un cost de 2.289 milions de dòlars, Disney va recuperar un milió a finals de 1940. Els informes finals de l'estudi van xifrar entre 1.4 i 1.9 milions recaptats), si ho va ser entre la crítica. A més, va rebre el premi Óscar a la millor cançó original i a la millor banda sonora.
Al novembre d'aquest mateix any es va estrenar Fantasia, un film experimental que va comptar amb el seu propi acompanyament orquestral, dirigit per Leopold Stokowski. La seva producció va tenir un cost de dos milions de dòlars i, malgrat haver recaptat 1,4 milions en la seva gira de projeccions, l'alt cost (85 000 per teatre) d'instal·lar Fantasound va causar més perdudes que Pinocchio. En 1941, RKO va assumir els treballs de distribució (amb el pas dels anys, el film seria reestrenat en diverses versions editades). Malgrat el seu fracàs financer, Fantasia va rebre dos premis Óscar honoraris el 26 de febrer de 1942 (un per al desenvolupament de l'innovador sistema Fantasound per crear la banda sonora estereoscópica de la pel·lícula i un altre per les contribucions de Stokowski al film).
Gran part de l'animació de personatges d'aquestes i la resta de les produccions realitzades fins a finals de la dècada dels 70 va ser supervisada per un grup d'experts, anomenats per Walt Disney com els «Nine Old Men» («Nou Ancians»), conformat pels animadors: Frank Thomas, Ollie Johnston, Woolie Reitherman, Els Clark, Ward Kimball, Eric Larson, John Lounsbery, Milt Kahl i Marc Fraser Davis. Molts d'ells també van treballar com a directors i productors d'algunes produccions. El desenvolupament del departament d'animació de llargmetratges va crear un sistema de classes en l'estudi Disney: els animadors menors van ser assignats als curtmetratges, mentre que els animadors principals, com els «Nine Old Men», van treballar en els llargmetratges. No obstant això, van sorgir preocupacions al voltant de Walt Disney assumint el crèdit del treball dels artistes, així com debats sobre compensacions, que van portar a molts animadors a buscar la sindicalizació de l'estudi.
En 1941, després del bombardeig a Pearl Harbor, van a arribar a l'estudi set-cents soldats pertanyents a les forces antiaèries. Van col·locar sentinelles a l'entrada, i els empleats havien d'acreditar-se per poder passar. No obstant això, no van tancar l'estudi, l'exèrcit li va demanar a Walt Disney que fes pel·lícules per a la identificació d'avions, amb objectiu propagandístic i perquè la gent pagués impostos.
Al maig de 1941, va esclatar una vaga de treballadors, que es va resoldre entre juliol i agost d'aquest any sense que un furiós Walt Disney es veiés involucrat. Mentre que en Walt Disney Productions es va establir una afiliació sindical obligatòria, Disney i altres empleats de l'estudi van ser enviats pel Govern dels Estats Units a un viatge a Centre i Sud-amèrica, com a part de la Política de bon veïnatge. La vaga i els seus resultats van conduir a la sortida d'un èxode d'animadors, des de professionals d'alt nivell, com Art Babbitt i Bill Tytla, fins a artistes més coneguts pels seus treballs fora de l'estudi, com Frank Tashlin, Maurice Noble, Walt Kelly, Bill Meléndez i John Hubley. Aquest últim, com molts altres vaguistes, va ser membre fundador de l'estudi United Productions of America, el principal rival de Disney en la dècada de 1950.
A l'octubre de 1941, es va estrenar Dumbo, que va estar en producció durant la vaga i va ser un èxit comercial. Va tenir un cost de 950 000 dòlars i va recaptar 1,6 milions en la seva estrena original. L'agost de l'any següent, va arribar la següent pel·lícula de l'estudi, Bambi. No obstant això, igual que amb Fantasia, Disney va patir pèrdues. Dels 1.7 milions que va costar el film, només va guanyar 1.64. Donades les pèrdues sofertes i els problemes econòmics causats per la Segona Guerra Mundial, els financers del Bank of America van establir que, per a realitzar el préstec d'un fons de maniobra, l'estudi s'havia de restringir temporalment a la producció de curtmetratges. Després de l'estrena de Bambi, la producció de llargmetratges es va suspendre de forma temporal. Les produccions en curs, Peter Pan, Alice in Wonderland i Lady and the Tramp van ser posades en espera fins després de la guerra. Igualment, l'estudi es va veure afectat per la pèrdua d'animadors, enviats a lluitar a la guerra, i per la necessitat de produir contingut per a l'Exèrcit, particularment relacionat a entrenament militar i propaganda civil. Entre 1942 i 1943, el 95% de les produccions d'animacions van ser d'índole militar. Durant la guerra, Disney va produir llargmetratges propagandístics d'animació i imatge real, Victory Through Air Power (1943), i una sèrie de curtmetratges sobre la cultura llatinoamericana, resultat del viatge de 1941, compilats en dues pel·lícules: Saludos Amigos (1942) i The Three Cavallers (1944).
Tots dos films van formar la base per a altres «pel·lícules paquet», és a dir, films de baix pressupost compostos per curtmetratges animats i segments intermedis d'animació o imatge real (Make Mini Music (1946), Fun and Fancy Free (1947), Melody Time (1948) i The Adventures of Ichabod and Mr. Toad (1949). L'estudi també va produir dos llargmetratges: Song of the South (1946) i Sota Dear to My Heart (1948), amb històries més costoses, que incloïen seqüències animades i seqüències que combinaven imatge real i personatges animats. de la mateixa manera, la producció de curtmetratges va continuar durant aquest període. els curts de Donald Duck, Goofy i Pluto van ser la producció principal, acompanyats dels curts de Mickey Mouse, Fígaro i, en la dècada de 1950, Chip'n Dale i l'ós Humphrey. En 1944 l'estudi va reestrenar Snow White and the Seven Dwarfs, Pinocchio en 1945 i Fantasia en 1946. Així, Disney va establir la tradició de reestrenar les seves pel·lícules cada set anys (tradició substituïda en la dècada de 1990 pel llançament de formats casolans).

### Dècada de 1950: Retorn de les pel·lícules, fi dels curtmetratges

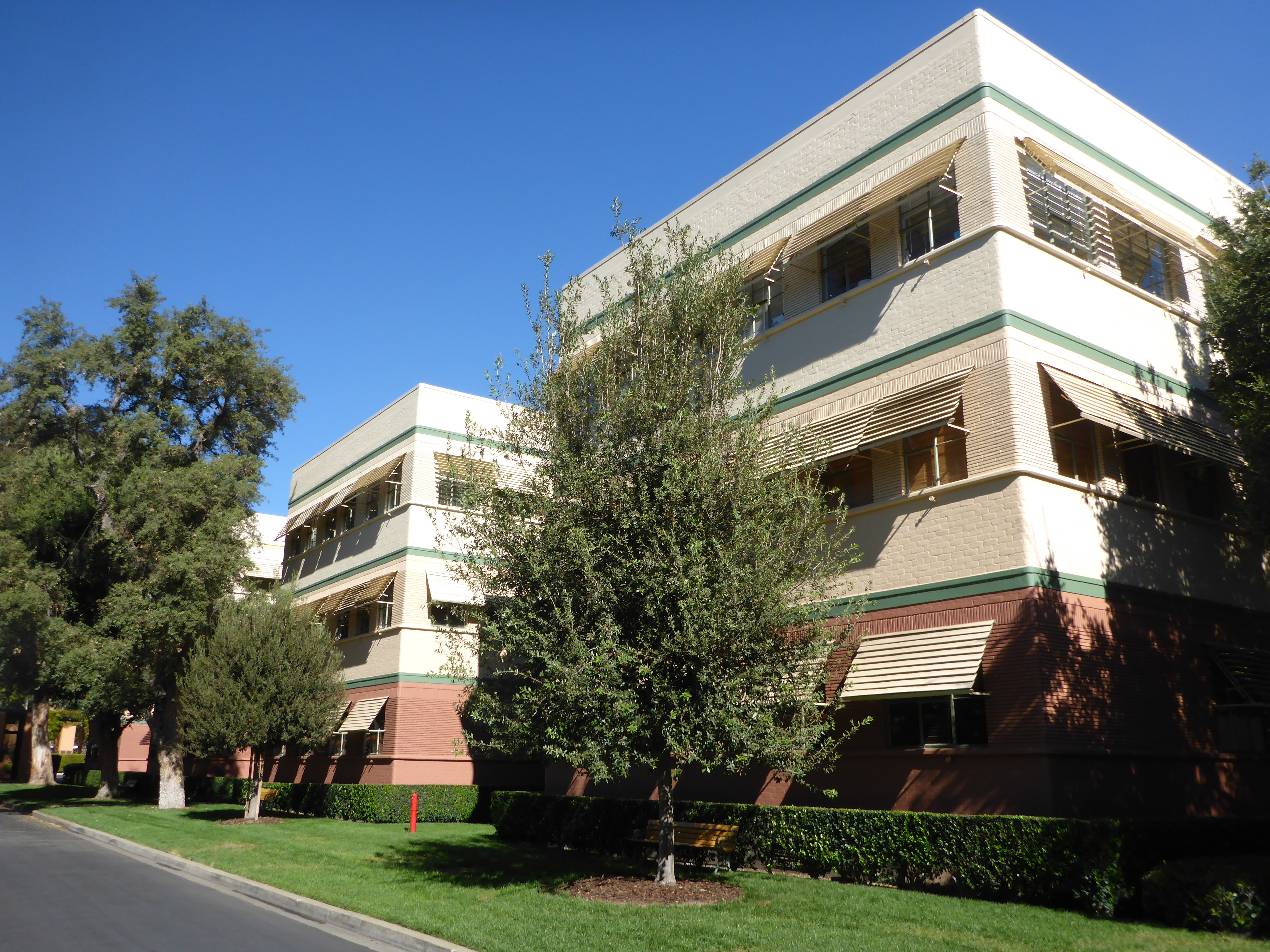
L'edifici original d'Animació en The Walt Disney Studios en Burbank, Califòrnia, seu del departament d'animació entre 1940 a 1984.

El 1948, Disney va tornar a la producció de llargmetratges amb Cinderella, pel·lícula basada en un conte de fades de Charles Perrault. A causa del seu cost de tres milions de dòlars, el futur de l'estudi depenia de l'èxit que tingués el film. Després de la seva estrena el 1950, Cinderella va ser un èxit en recaptació, la qual cosa li va permetre a Disney continuar la producció d'altres llargmetratges al llarg de la dècada. D'aquesta manera, es van reprendre els treballs d'Alice in Wonderland, Peter Pan i Lady and the Tramp. A més, es va iniciar un nou projecte, una adaptació del conte «Sleeping Beauty» musicat amb les composicions originals de Chaikovsky.
El 25 de desembre de 1950, Walt Disney es va estrenar en televisió amb un programa nadalenc per Coca-Cola. Gràcies al gran èxit que va tenir li van demanar fer un programa regular. En ell, va entrellaçar tots els temes que pensaven construir al parc d'atraccions Disneyland. Walt Disney deia que la televisió el va ajudar a poder fer completament els seus projectes amb un argument propi i original, com pot ser en Lady and the Tramp (1955)
Alice in Wonderland, estrenada en 1951, va tenir va tenir una acollida poc entusiasta entre la crítica i va ser una forta decepció per la crítica. Dos anys després, Peter Pa va arribar als cinemes.. En aquesta ocasió, el film va ser un èxit comercial i es va convertir en la pel·lícula amb la major recaptació de l'any. En 1955, Lady and the Tramp va superar, pel que fa a recaptació, a la resta de les pel·lícules de Disney des de Snow White and the Seven Dwarfs, en recaptar un estimat de 7.5 milions de dòlars en els Estats Units. D'altra banda, aquesta va ser la primera pel·lícula animada de pantalla panoràmica de Disney, produïda per mitjà del procés Cinemascope; també va ser el primer film de l'estudi distribuït per mitjà de la seva pròpia companyia de distribució, Bona Vista Distribution.
A mitjans de la dècada, l'atenció de Walt Disney es va centrar en nous projectes com pel·lícules d'imatge real, televisió i el parc temàtic Disneyland. La producció de les pel·lícules animades va recaure en les mans dels «Nine Old Men». Això va portar diversos retards en la producció de Sleeping Beauty, que finalment es va estrenar en 1959. Amb sis milions, va ser la pel·lícula més cara de l'estudi fins a aquell moment; es va produir amb un estil altament estilitzat ideat per l'artista Eyvind Earle i va ser presentada en format Super Technirama 70 amb so estereofònic en sis pistes. No obstant això, el seu alt cost de producció i la seva poca recaptació van causar la primera pèrdua anual per a l'estudi en una dècada (per a l'any fiscal de 1960). Els problemes econòmics van comportar acomiadaments massius.
A finals de l'any 1950, Disney va deixar de produir curtmetratges regularment; moltes persones assignades a les divisions de curtmetratges van deixar l'estudi o van ser reassignades a treballar en programes de televisió com The Mickey Mouse Club i Disneyland. En aquell moment el regnat dels curtmetratges de Disney en els premis Óscar havia acabat; els curts de la Metre-Goldwyn-Mayer (Tom and Jerry), la Warner Bros. (Looney Tunes i Merrie Melodies) i la United Productions of America van ser considerats, pel seu estil d'art i tècniques d'animació, alternatives modernes a l'antiquat estil de Disney. En aquesta època, només un curt de Disney va guanyar l'Óscar (Toot, Whistle, Plunk and Boom).
De la mateixa manera, el 1953, va acabar la producció regular dels curts de Mickey Mouse, Pluto i Goofy. Les produccions de Donald Duck i Humphrey van continuar (utilitzant el procés Cinemascope) fins a 1956. A partir d'aquell moment, els curtmetratges de Disney han estat produïts únicament de forma esporàdica; entre els més destacats es troben It's Tough to Be a Bird (1969), Runaway Brain (1995, protagonitzat per Mickey Mouse) i Paperman (2012).

## Administració
Des de 1985 fins a la seva dimissió en Novembre de 2003, Roy I. Disney va ser el cap de Walt Disney Feature Animation, gran influencia dins de la divisió. Malgrat això, la major part de les decisions les prenia el President de WDFA, que oficialment depenia de Disney encara que en la pràctica també depenia del president dels estudis Disney, així com del seu President Executiu, Michael Eisner. Des de 1985 fins a 1999, el President de WDFA va ser Peter Schneider.
A partir de 2007, Ed Catmull treballa com a president del conjunt Disney-Pixar animation studios, i John Lasseter com a director creatiu dels estudis. Catmull és subaltern de Bob Iger President Executiu de Walt Disney Company així com de Rich Ross. Lasseter, que té carta blanca en la manera de desenvolupar el seu càrrec, depèn directament del President Executiu de Disney Bob Iger i del vicepresident d'Honor Roy I. Disney.
Andrew Millstein ha estat anomenat director general de Walt Disney Animation Studios. En aquest nou càrrec, Millstein s'encarrega del funcionament diari de les instal·lacions i productes del estudi.

## Ubicació
Els Walt Disney Animation Studios (“Estudis d'Animació de Walt Disnet”) té les seves oficines centrals en Burbank, California, en un edifici especialitzat que va ser finalitzar en 1995 i que està situat al costat contrari del carrer dels originals Walt Disney Studios. En el seu dia, els estudis satèl·lit van existir en els Disney's Hollywood Studios en el Lake Bona Vista, Florida (1989–2003) i a París, França (1995-2002), però foren tancats per tractar d'estimular els guanys endarrerits (a causa de la falta d'èxit dels dibuixos animats que havien produït els últims anys) mitjançant la reestructuració i recentralització de la divisió amb el fi de produir exclusivament pel·lícules d'animació per ordenador en Burbank.

## Llargmetratges
Walt Disney Animation Studios ha creat 59 llargmetratges, començant per Blancaneu i els set nans (1937), un dels primers films d'animació i el primer realitzat als Estats Units; fins Raya i l'últim drac (2021), la seva producció més recent. Entre les seves pròximes estrenes figuren Encanto, programada per a la segona meitat de 2021, i dues produccions encara sense títol per als anys 2022 i 2023.
Vint-i-vuit dels cinquanta-nou films prodïts per l'estudi han estat doblats al català.

## Curtmetratges
- Mickey i el seu cervell en dificultats (1995)
- Paperman (2012)
- Tangled Ever After (2012)
- És hora de viatjar (2013)
- Bones molles (2014)
- Frozen Fever / Frozen: Febre Congelada (2015)
- Cap o Cor (2016)

## Premis i nominacions

### Premis Oscar
- Algunes pel·lícules van rebre diverses nominacions en una mateixa categoria com és el cas de la bella i la bèstia que va rebre tres nominacions a millor cançó original.
- La categoria d'Oscar a la millor pel·lícula animada no fou inclosa fins al 2001. Per aquesta raó, les pel·lícules anteriors a aquell any no van ser nominades ni guanyadores d'aquests premi. No obstant, això no va impedir que fossin guardonades en altres categories com a millor cançó i banda sonora.
- La bella i la bèstia va ser la primera pel·lícula animada en ser nominada a millor pel·lícula. Després de això, només dos pel·lícules pertanyents a la subsidiària de Disney, Pixar Animation Studios ho han aconseguit: Up i Toy Story 3 (a més, és una de les poques pel·lícules animades en obtenir sis nominacions d'Oscars).

| Any  | Categoria                 | Pel·lícula                                                     | Resultat   |
| ---- | ------------------------- | -------------------------------------------------------------- | ---------- |
| 1937 | Millor banda sonora       | Blancaneus i els set nans                                      | Nominada   |
| 1937 | Óscar honorífic           | Blancaneus i els set nans                                      | Guanyadora |
| 1940 | Millor banda sonora       | Pinotxo                                                        | Guanyadora |
| 1940 | Millor cançó original     | Pinotxo                                                        | Guanyadora |
| 1940 | Óscar honorífic           | Fantasia                                                       | Guanyadora |
| 1941 | Millor banda sonora       | Dumbo                                                          | Guanyadora |
| 1941 | Millor cançó original     | Dumbo                                                          | Nominada   |
| 1942 | Millor banda sonora       | Bambi                                                          | Nominada   |
| 1942 | Millor cançó original     | Bambi                                                          | Nominada   |
| 1942 | Millor so                 | Bambi                                                          | Nominada   |
| 1942 | Millor banda sonora       | Els tres cavallers                                             | Nominada   |
| 1942 | Millor so                 | Els tres cavallers                                             | Nominada   |
| 1950 | Millor banda sonora       | Ventafocs                                                      | Nominada   |
| 1950 | Millor so                 | Ventafocs                                                      | Nominada   |
| 1950 | Millor cançó original     | Ventafocs                                                      | Nominada   |
| 1951 | Millor banda sonora       | Alicia al país de les meravelles                               | Nominada   |
| 1959 | Millor banda sonora       | La bella dorment                                               | Nominada   |
| 1963 | Millor banda sonora       | The Sword in the Stone                                         | Nominada   |
| 1967 | Millor cançó original     | El llibre de la selva                                          | Nominada   |
| 1978 | Millor cançó original     | Els rescatadors / Bernardo i Bianca                            | Nominada   |
| 1989 | Millor banda sonora       | La sireneta                                                    | Guanyadora |
| 1989 | Millor cançó original     | La sireneta                                                    | Guanyadora |
| 1991 | Millor pel·lícula         | La bella i la bèstia                                           | Nominada   |
| 1991 | Millor cançó original     | La bella i la bèstia                                           | Guanyadora |
| 1991 | Millor banda sonora       | La bella i la bèstia                                           | Guanyadora |
| 1991 | Millor cançó original     | La bella i la bèstia                                           | Nominada   |
| 1991 | Millor cançó original     | La bella i la bèstia                                           | Nominada   |
| 1991 | Millor so                 | La bella i la bèstia                                           | Nominada   |
| 1992 | Millor banda sonora       | Aladdin                                                        | Guanyadora |
| 1992 | Millor cançó original     | Aladdin                                                        | Guanyadora |
| 1992 | Millor edició de so       | Aladdin                                                        | Nominada   |
| 1992 | Millor cançó original     | Aladdin                                                        | Nominada   |
| 1992 | Millor so                 | Aladdin                                                        | Nominada   |
| 1994 | Millor banda sonora       | The Lion King                                                  | Guanyadora |
| 1994 | Millor cançó original     | The Lion King                                                  | Guanyadora |
| 1994 | Millor cançó original     | The Lion King                                                  | Nominada   |
| 1994 | Millor cançó original     | The Lion King                                                  | Nominada   |
| 1995 | Millor banda sonora       | Pocahontas                                                     | Guanyadora |
| 1995 | Millor cançó original     | Pocahontas                                                     | Guanyadora |
| 1996 | Millor banda sonora       | El geperut de Notre Dame                                       | Nominada   |
| 1997 | Millor cançó original     | Hèrcules                                                       | Nominada   |
| 1998 | Millor banda sonora       | Mulán                                                          | Nominada   |
| 1999 | Millor cançó original     | Tarzán                                                         | Guanyadora |
| 2000 | Millor cançó original     | L'emperador i les seves bogeries / Les bogeries de l'emperador | Nominada   |
| 2002 | Millor pel·lícula animada | Lilo & Stitch                                                  | Nominada   |
| 2002 | Millor pel·lícula animada | El planeta del tresor                                          | Nominada   |
| 2003 | Millor pel·lícula animada | Germà ós                                                       | Nominada   |
| 2008 | Millor pel·lícula animada | Bolt                                                           | Nominada   |
| 2009 | Millor pel·lícula animada | Tiana i el gripau / La princesa i el gripau                    | Nominada   |
| 2009 | Millor cançó original     | Tiana i el gripau / La princesa i el gripau                    | Nominada   |
| 2009 | Millor cançó original     | Tiana i el gripau / La princesa i el gripau                    | Nominada   |
| 2010 | Millor cançó original     | Tangled                                                        | Nominada   |
| 2012 | Millor pel·lícula animada | En Ralph, el destructor                                        | Nominada   |
| 2013 | Millor pel·lícula animada | Frozen: El regne del gel                                       | Guanyadora |
| 2013 | Millor cançó original     | Frozen: El regne del gel                                       | Guanyadora |
| 2014 | Millor pel·lícula animada | Big Hero 6                                                     | Guanyadora |
| 2016 | Millor pel·lícula animada | Zootròpolis                                                    | Guanyadora |
| 2016 | Millor pel·lícula animada | Vaiana                                                         | Nominada   |
| 2016 | Millor cançó original     | Vaiana                                                         | Nominada   |

### Globus d'Or
| Any  | Categoria                            | Pel·lícula               | Resultat   | Ref.   |
| ---- | ------------------------------------ | ------------------------ | ---------- | ------ |
| 1989 | Millor pel·lícula- Comèdia o musical | La sireneta              | Nominada   |        |
| 1989 | Millor cançó original                | La sireneta              | Guanyadora |        |
| 1989 | Millor banda sonora                  | La sireneta              | Guanyadora |        |
| 1991 | Millor pel·lícula- Comèdia o musical | La bella i la bèstia     | Guanyadora |        |
| 1991 | Millor cançó original                | La bella i la bèstia     | Guanyadora |        |
| 1991 | Millor banda sonora                  | La bella i la bèstia     | Guanyadora |        |
| 1992 | Millor pel·lícula- Comèdia o musical | Aladdin                  | Nominada   |        |
| 1992 | Millor cançó original                | Aladdin                  | Guanyadora |        |
| 1992 | Millor banda sonora                  | Aladdin                  | Guanyadora |        |
| 1994 | Millor pel·lícula- Comèdia o musical | The Lion King            | Guanyadora |        |
| 1994 | Millor cançó original                | The Lion King            | Guanyadora |        |
| 1994 | Millor banda sonora                  | The Lion King            | Guanyadora |        |
| 1995 | Millor banda sonora                  | Pocahontas               | Nominada   |        |
| 1995 | Millor cançó original                | Pocahontas               | Guanyadora |        |
| 1996 | Millor banda sonora                  | El geperut de Notre Dame | Nominada   |        |
| 1997 | Millor cançó original                | Hèrcules                 | Nominada   |        |
| 1998 | Millor banda sonora                  | Mulán                    | Nominada   |        |
| 1998 | Millor cançó original                | Mulán                    | Nominada   |        |
| 1999 | Millor cançó original                | Tarzán                   | Guanyadora |        |
| 2008 | Millor pel·lícula animada            | Bolt                     | Nominada   |        |
| 2010 | Millor pel·lícula animada            | Tangled                  | Nominada   |        |
| 2010 | Millor pel·lícula animada            | En Ralph, el destructor  | Nominada   |        |
| 2013 | Millor pel·lícula animada            | Frozen: El regne del gel | Guanyadora |        |
| 2013 | Millor cançó original                | Frozen: El regne del gel | Nominada   |        |
| 2014 | Millor pel·lícula animada            | Big Hero 6               | Nominada   |        |
| 2016 | Millor pel·lícula animada            | Zootròpolis              | Guanyadora |        |
| 2016 | Millor pel·lícula animada            | Vaiana                   | Nominada   | [ 31 ] |
| 2016 | Millor cançó original                | Vaiana                   | Nominada   | [ 31 ] |
| 2021 | Millor pel·lícula animada            | Encanto                  | Guanyadora | [ 32 ] |
| 2021 | Millor cançó original                | Encanto                  | Nominada   | [ 32 ] |

### Taquilla
| Pel·lícula                                             | Any  | Mundial      | Ref.   |
| ------------------------------------------------------ | ---- | ------------ | ------ |
| Vaiana                                                 | 2016 | $644,136,488 | [ 33 ] |
| Blancaneus i els set nans                              | 1937 | $184,925,486 |        |
| Pinotxo                                                | 1940 | $84,254,167  |        |
| Fantasia                                               | 1940 | $76,408,097  |        |
| Dumbo                                                  | 1941 | n/a          |        |
| Bambi                                                  | 1942 | $267,447,150 |        |
| Saludos Amigos                                         | 1942 | n/a          |        |
| Els Tres Cavallers                                     | 1944 | n/a          |        |
| Música Mestro                                          | 1946 | n/a          |        |
| Les aventures de Bongo, Mickey i les mongetes màgiques | 1947 | n/a          |        |
| Temps de melodia                                       | 1948 | n/a          |        |
| La llegenda de Sleepy Hollow i el Sr. Gripau           | 1949 | n/a          |        |
| Ventafocs                                              | 1950 | $93,141,149  |        |
| Alicia al país de les meravelles                       | 1951 | n/a          |        |

## Col·laboracions
Walt Disney Feature Animation treballa ocasionalment amb Walt Disney Imagineering (WDI) per crear atraccions en els diversos parc temàtics de Disney que existeixen per tot el món, on cal l'experiència dels animadors de cine de Disney. Entre aquestes exclusives atraccions es troben les següents:
- Mickey's PhilharMagic en el Magic Kingdom, Tòquio Disneyland i a Hong Kong Disneyland.
- Stitch's Great Fuita en el Magic Kingdom.
- Stitch Encounter a Hong Kong Disneyland.
- Stitch Live! en Walt Disney Studios Park.
- WDFA i WDI van col·laborar igualment amb els estudis d'entreteniment de l'empresa a Disneyland i amb els Disney-MGM Studios per desenvolupar l'espectacle nocturn anomenat Fantasmic!.

WDFA va crear els Sprites i els fons per a les versions per Sega Genesis, Commodore Amiga i PC del videojoc Disney's Aladdin, i les versions per Super Nintendo, PC, Sega Mega Drive/Genesis, Amiga de l'adaptació del videojoc de The Lion King.

## Èxits
L'estudi d'animació està destinat a la creació d'una suma d'innovacions actualment habituals en la indústria de l'animació, entre els quals s'inclouen:
- La càmera múltipla (Per Snow White and the Seven Dwarfs,encara que es va utilitzar per primer cop en el curt The Old Mill, guanyador dels premis Acadèmia)..
- L'animació d'efectes especials i de personatges humans (en Blancaneus).
- Processos de composició avançats per combinar live-action i elements animats utilitzant la pel·lícula en color (per Els tres cavallers).
- La utilització de la xerografia per transferir els dibuixos a les cel·les, oposat a la tècnica de traços de tinta (desenvolupat per 101 dàlmates, però que es va provar primer en algunes escenes de la bella dorment i es va utilitzar completament per primer cop en el curt de Goliath II, nominat per l'Acadèmia).
- Utilització de tota mena de mètodes digitals per dibuixar, compondre i animar pel·lícules animades CAPS (Computer Animation Production System)

Es troben entre els seus significants assoliments:
- La primera pel·lícula animada de la societat americana (“Blancaneus i els set nans”).
- La primera pel·lícula animada en Tecnicolor (“Blancaneus i els set nans”).
- L'import brut més alt d'una pel·lícula animada en dòlars (“Blancaneus i els set nans”).
- La primera gran pel·lícula cinematogràfica en so estèreo (Fantasia).
- El primer llargmetratge d'animació en Cinemascope (La dama i el rodamón).
- La primera pel·lícula d'animació rodada en Super Technirama 70, un procés de pantalla panoràmica de gran format (La bella dorment).
- La primera pel·lícula presentada en Dolby (Tod i Toby).
- El primer llargmetratge d'animació que va utilitzar imatges generades per ordinador (Taron i el calder màgic).
- El primer llargmetratge d'animació a fer un notable ús dels efectes CGI d'animació per ordinador (Oliver i la seva colla).
- El primer llargmetratge d'animació que va utilitzar colorit digital (La sireneta, on es va utilitzar per primera vegada en algunes escenes el procés CAPS "Sistema de Producció d'Animació per Ordinador" de Disney).
- El llargmetratge d'animació que més ràpid va aconseguir uns beneficis de 100 milions de dòlars en territori nacional (La sireneta).
- El primer llargmetratge d'animació que s'ha filmat completament mitjançant un mètode digital (Els rescatadors en Cangurolandia, CAPS).
- El primer llargmetratge d'animació que ha estat nominat al Premi Óscar a la millor pel·lícula (La Bella i la Bèstia).
- El primer llargmetratge d'animació que va aconseguir uns beneficis de 200 milions de dòlars en territori nacional (Aladdin).
- L'estrena de cinema més concorregut en la història amb més de 100.000 espectadors (Pocahontas).
- El llargmetratge d'animació (no seqüela) que majors beneficis i recaptació ha generat de tots els temps (Frozen).